# ريتشارد براينت
ريتشارد براينت (1847 في أستراليا - 1931) (بالإنجليزية: Richard Bryant)‏ هو لاعب كريكت أسترالي.

## وصلات خارجية
- ريتشارد براينت على موقع إي آس بي آن كريك إنفو (الإنجليزية)